# Little Mitchell River
Little Mitchell River är ett vattendrag i Australien. Det ligger i delstaten Queensland, omkring 1 500 kilometer nordväst om delstatshuvudstaden Brisbane.
Omgivningarna runt Little Mitchell River är huvudsakligen savann. Trakten runt Little Mitchell River är nära nog obefolkad, med mindre än två invånare per kvadratkilometer. Genomsnittlig årsnederbörd är 1 081 millimeter. Den regnigaste månaden är januari, med i genomsnitt 294 mm nederbörd, och den torraste är augusti, med 3 mm nederbörd.